# يوئيل زوسمان
يوئيل زوسمان (بالعبرية: יואל זוסמן‏) (24 أكتوبر 1910 - 2 مارس 1982) قانوني إسرائيلي، والرئيس الرابع للمحكمة العليا في إسرائيل، من 1976 إلى 1980.
حصل على جائزة إسرائيل في القانون في عام 1975.

## حياته
ولد زوسمان عام 1910 في كراكوف (التي كانت تابعة للإمبراطورية النمساوية المجرية وتقع حاليا في بولندا). درس القانون في جامعة لندن، وحصل على درجة الدكتوراه من جامعة هايدلبرغ.
وهاجر إلى فلسطين عام 1934. وحصل إجازة لممارسة المحاماة، وشغل منصب المدعي العام في الجيش الإسرائيلي. وفي عام 1951 عُين في المحكمة العليا الإسرائيلية، وشغل منصب نائب رئيسها لعدة فترات حتى عام 1953.

وفي عام 1965، أثناء جلسات المحكمة العليا في قضية الطعن الانتخابي المعروفة باسم «يعقوب ياردور ضد لجنة الانتخابات المركزية للكنيست السادسة»، المعروفة شعبياً باسم عريضة «الأرض»، صاغ سوسمان تعريف إسرائيل على أنها «ديمقراطية تدافع عن نفسها»، والذي تبنته المحكمة. أيدت المحكمة العليا حظر «الأرض» وهي قائمة انتخابية عربية راديكالية شاركت في انتخابات الكنيست السادسة، وذكر سوسمان، الذي اتخذ حكم المحكمة العليا في ألمانيا الغربية كسابقة، أن هناك اعتبارات فوق دستورية تنبع من القانون الطبيعي، والتي قد تكون أعلى من أي تشريع:
فكما أن الفرد غير ملزم بالموافقة على القتل، فإن الدولة أيضًا غير ملزمة بالموافقة على إبادته ومحوه من الخريطة... وتحدثت المحكمة الدستورية الألمانية... عن «الديمقراطية المناهضة» التي لا تفتح أبوابها لأعمال التخريب بدعوى النشاط البرلماني المشروع. بالنسبة لي، فيما يتعلق بإسرائيل، فأنا على استعداد لأقتصر على تعريفها بأنها «الديمقراطية التي تدافع عن نفسها»، كما أن هناك أدوات للدفاع عن وجود الدولة، حتى لو لم نعثر عليها بالتفصيل في قانون الانتخابات
وفي عام 1976 خلف شمعون أجرانات كرئيس للمحكمة العليا. وتقاعد عام 1980 وخلفه موشيه لانداو. وقد ألف عدة كتب في سن القوانين وقوانين التحكيم. توفي عام 1982.

## جوائز
- في عام 1975، حصل زوسمان على جائزة إسرائيل في القانون. [3]
- في عام 1984، تأسس معهد الدراسات القضائية المتقدمة تخليدا لذكراه.[7]